# Michal Vičan
Michal Vičan (* 26. März 1925 in Hlohovec; † 27. Januar 1986 in Bratislava) war ein tschechoslowakischer Fußballspieler und -trainer. Neben diversen nationalen Meisterschaften gewann er als Trainer 1969 den Europapokal der Pokalsieger.

## Karriere
Als Spieler verbrachte er seine gesamte Laufbahn, mit einer kurzen Unterbrechung, beim ŠK Slovan Bratislava. In dieser Zeit absolvierte er u. a. 231 Ligaspiele für den Club und erreichte neben vier Meisterschaften auch zwei Vize-Meisterschaften. Zwischen 1947 und 1952 absolvierte Vičan zudem 10 Länderspiele für die Tschechoslowakische Fußballnationalmannschaft, konnte sich mit der Nationalmannschaft aber für kein großes Turnier qualifizieren.
Nach der aktiven Spielerkarriere begann er seine Trainer-Laufbahn und konnte bei seiner ersten Station Jednota Trenčín das Finale des Mitropapokals erreichen, das jedoch 1:0 gegen AC Florenz verloren ging.
Nach drei Jahren bei Jednota Trenčín kehrte er als Trainer zu "seinem Stammklub" ŠK Slovan Bratislava zurück.
In seiner ersten Saison bei Slovan erreichte er mit dem Klub die Vize-Meisterschaft und durch ein 3:2 gegen den FC Barcelona im Endspiel in Basel den Sieg im Europapokal der Pokalsieger 1969. Dies sollte nicht nur sein größter sportlicher Erfolg sein, sondern ist bis heute (Stand 01/2022) der einzige Sieg im Fußball-Europapokal durch eine tschechische bzw. slowakische Mannschaft.
In der folgenden Saison 1969/70 holte er das nationale Double aus Meisterschaft und Pokalsieg. In der Saison 1970/71 konnte er mit seinem Team zwar erneut das nationale Pokalendspiel erreichen, was nach Hin- und Rückspiel jedoch mit 2:1 gegen FC Spartak Trnava verloren ging, in der Meisterschaft jedoch nur einen enttäuschenden 6. Platz erreichen.
Daraufhin wechselte er als Trainer für 5 Jahre in die erste polnische Liga zu Ruch Chorzów. Dort hatte er erneut eine erfolgreiche Zeit und konnte mit seinem Team neben der Vize-Meisterschaft 1973 zwei Meisterschaften (1974, 1975) sowie einen Pokalsieg (1974) feiern.
Anschließend wechselte er mehrfach die Trainerstationen, u. a. zu Aris Saloniki in Griechenland sowie erneut für zwei Saisons (1976/77; 1982/83) zu ŠK Slovan Bratislava. Außer dem Sieg im tschechoslowakischen Fußball-Pokal 1983 blieben weitere Erfolge jedoch verwehrt. Während seiner letzten Trainerstation beim Club Inter Bratislava verstarb Vičan im Alter von 60 Jahren.

## Erfolge als Spieler
- 4× Tschechoslowakischer Fußballmeister: 1949, 1950, 1951, 1955

## Erfolge als Trainer

### ŠK Slovan Bratislava
- 1× Europapokal der Pokalsieger: 1969

- 1× Tschechoslowakischer Fußballmeister: 1970
- 2 × Slowakischer Pokalsieger: 1970, 1983[2]

### Ruch Chorzów
- 2× Polnischer Meister: 1974, 1975
- 1× Polnischer Pokal: 1974

## Auszeichnungen
- Aufnahme in die ŠK Slovan Bratislava Hall of Fame[3]